# NGC 7200
NGC 7200 је елиптична галаксија у сазвежђу Индијанац која се налази на NGC листи објеката дубоког неба.
Деклинација објекта је - 49° 59' 44" а ректасцензија 22h 7m 9,6s. Привидна величина (магнитуда) објекта NGC 7200 износи 12,8 а фотографска магнитуда 13,8. Налази се на удаљености од 50,584 милиона парсека од Сунца. NGC 7200 је још познат и под ознакама ESO 237-37, PGC 68068.